# شهرستان نلسون (داکوتای شمالی)
شهرستان نلسون، داکوتای شمالی (به انگلیسی: Nelson County, North Dakota) یک سکونتگاه مسکونی در ایالات متحده آمریکا است که در داکوتای شمالی واقع شده‌است.

## خصوصیات
شهرستان نلسون ۲٬۶۱۳٫۳۱ کیلومترمربع مساحت دارد.